# 数字继承
数字继承是指在个人死亡后，数字资产作为其遗产的一部分，传递给指定或未指定的受益人。这一过程包括了解死者有哪些数字资产，以及处理继承人如何在逝者去世后获取和使用这些数字资产的权利。
数字媒体在现代生活中扮演着越来越重要的角色。数字遗产所依附的媒介可能完全由死者拥有，也可能由专属服务提供商控制。与实物资产相比，数字资产是短暂的，并且处于不断变化之中。目前，由于财产法和隐私法尚未完全适应现代数字化生活，数字遗产的处理面临许多障碍。这些问题主要集中在用户隐私、知识产权以及在线公司法律责任等方面。随着普通人拥有的在线账户数量越来越多，数字遗产已经成为一个复杂的问题。
大型在线服务提供商正逐步为用户提供选项，让他们在生前决定去世后数据的处理方式以及谁可以访问这些数据。
数字遗产的处理可以鼓励数字保存，既为逝者后代保留了具有情感价值的内容，也为社会的数字文化遗产提供了信息价值。

## 概述
数字遗产是指在个人去世后，数字资产作为遗产的一部分传递给指定或未指定的受益人。传统遗产中的实物资产——如信件、财务文件、照片或书籍——如今对许多人来说几乎完全以数字形式存在，如电子邮件、网上银行、数字照片或电子书。 与实物资产相比，数字资产是短暂的，面临数据损坏、格式过时或许可限制和专属控制的威胁。
数字媒体可能是物理拥有的，例如存储在个人计算机、硬盘或光盘上的内容，这种情况下，数字内容可以轻松地被遗赠并传递给继承人。然而，越来越多的数字内容和互动存储在在线环境中，并且并非个人所有，而是由提供在线服务或产品的公司所有。 例如，Google、Apple、Microsoft和Facebook等大型企业提供的在线服务。普通人平均拥有150个需要密码的在线账户， 这使得数字遗产成为一个复杂的法律和伦理问题。围绕数字遗产的法律冲突主要集中在知识产权、用户隐私和财产法的问题上。

## 数字遗产和数字资产
“数字遗产”一词是指个人遗产中可继承的数字资产。这包括数字媒体本身以及对这些媒体的控制权。 个人的数字资产可能是完全拥有的数字媒体，或是根据服务协议拥有使用权的内容。资产可以存储在线或离线，包括在线账户、各种形式的文字、图片及其他静态或动态内容，或者是具有经济价值的任何数字内容。这些资产可能包括敏感信息（如银行和医疗记录）或共享信息（如社交媒体联系人或论坛）。与实物资产相比，数字资产（尤其是存储在线的）始终容易受到更改或删除的影响。
围绕个人数字遗产的两个主要问题是：第一，数字内容是否可以继承。只有逝者拥有版权的内容才能传递给继承人。法律上对完全拥有和使用许可证（例如软件、数字音乐、电影和书籍）之间的区别已有明确规定，并已存在拒绝转售或遗赠的法律先例。 第二，遗产继承人或遗产管理人是否能够访问这些内容。这有时需要处理在线合同或服务提供商关于用户隐私和用户去世的服务条款协议。

## 数字遗产的障碍
现行的财产法和隐私法尚未完全解决现代数字化生活中普遍存在的挑战。社交媒体、电子邮件和云存储服务等在线服务提供商使用服务条款协议来阐明其隐私政策。这些政策被用作反对向家庭成员提供已故用户账户访问权限的论据。 一种法律观点认为，在线账户的所有权与用户在该账户上创建的内容之间存在区别：用户创建的内容无论在哪个平台上创建或展示，都构成该用户的知识产权，因此应被视为可继承的数字资产。
在美国，在线服务提供商制定的服务条款协议旨在符合存储通信法案（SCA）。该法案于1986年通过，旨在保护通信隐私，禁止服务提供商向第三方披露客户的电子存储内容。这包括数字遗产的潜在受益人。

### 合同
与服务提供商的合同可能会在客户去世时根据服务条款自动终止。这可能意味着继承人无权访问这些数据。此外，许多数字资产仅授予不可转让的使用权。例如，亚马逊和苹果仅提供其数字产品的单用户使用权。这意味着通过这些服务购买的数字产品只能由购买者使用，无法传递给他人。

## 现有解决方案

### 美国
针对数字遗产所面临的障碍，已经提出了许多解决方案。在美国，一种可能的解决方案是修订SCA，为数字遗产受益人提供豁免。这将降低在线服务提供商的责任，并允许他们将已故用户账户的访问权限授予受益人作为授权第三方。 另一种可能的解决方案是制定一项全新的联邦法律，规范逝者去世后数字资产的处理方式，其中遗产指定管理员将获得对已故用户在线账户的完全访问权限。 由于遗产法传统上由各州负责，因此提出的联邦法律将是现行做法的重大改变。 第三种可能的解决方案建议在线服务提供商在用户注册时提供选项，允许用户选择去世后其内容的处理方式。这种选项将允许用户决定是否希望其内容被保留以及授予谁访问权限，从而满足他们的隐私权。

#### 修订版《统一数字资产信托访问法》
为了应对缺乏联邦和州法律法规解决数字遗产问题的现状，统一法律委员会于2015年发布了《修订版统一数字资产信托访问法》（RUFADAA）。 该法律试图在数字遗产管理人与互联网账户用户及服务提供商的隐私权之间取得平衡。根据RUFADAA，如果用户通过在线工具（如Facebook的遗产联系人功能或Google的非活动账户管理器）或遗嘱同意披露其电子通信，则其个人代表（遗产管理人、信托受托人或监护人）有权访问这些通信内容。如果没有这些用户同意的记录，在线服务提供商的服务条款协议仍然有效，服务提供商有权拒绝信托受托人访问电子通信内容。 截至2021年，47个州已颁布RUFADAA。

## 数字遗产的好处
成功实施的数字遗产处理过程具有个人和社会层面的双重好处，这也突出了这一概念的重要性。在个人层面，家人能够获取或收到逝者在线内容（如社交媒体资料、博客和电子邮件）的副本，这具有真实的情感价值，并能在哀悼过程中起到帮助作用，与逝者的实物遗产具有同样的意义。此外，任何为原用户带来经济价值的数字内容，如果传递给继承人，也可能继续产生经济收益。
数字遗产对社会数字遗产的保存也具有积极意义。数字遗产的传递要求数字资产的内容以副本形式或其原始运行环境保存下来，以便继承人接收。因此，数字遗产的处理鼓励了适当的数字保存实践，而不是让逝者用户的内容被遗弃或最终删除。未来的世代将因此能够更好地了解当前社会的数字生态环境。

## 实际操作

### 数字遗产计划
确保数字遗产合法且全面处理的一种方法是创建数字遗产计划。这可以是非正式的计划，也可以以数字遗嘱的形式纳入到遗嘱中。实际操作方法包括定期对数字资产进行备份并将其存储在安全地方，以及指定一人负责在用户去世后处理这些资产。一份包含在线账户密码的最新清单是必不可少的，还需要了解每个在线账户提供商在用户去世后如何处理数据访问的问题。

### 密码管理器
有一些服务可以安全存储密码，并在用户去世后将其发送给指定人员。这些服务会不定期向客户发送电子邮件，要求确认客户仍然在世。如果多次未收到回应，服务提供商将认为该用户已去世，并按事先要求披露密码。一些公司可能要求两个验证人都确认用户已去世，并提供死亡证明后才会披露密码。

### 数字遗产服务
一些服务能够在用户去世后将社交账户和数字加密货币传递给受益人。这些服务允许用户将其社交账户、文件存储服务和比特币钱包连接到一个“保险库”中。这种方式的优点在于无需额外转移资产，因为转移是在连接的服务提供商端完成的，从而将风险降至最低。

### 社交媒体
社交媒体服务有确认已故用户身份和死亡的政策与流程。
Twitter不允许访问已故用户的账户，但会在“有权代表遗产或获得已故用户直系亲属验证的人员”提供死亡证明及其政府签发的身份证后，停用该账户。
Facebook的政策是如果得知用户去世，将自动将其账户纪念化。只有已故用户的直系亲属经过验证后，才可申请完全删除账户。 用户可以事先决定账户在其去世后应如何处理，他们有两个选项。在账户设置中，用户可以选择账户在其去世后自动删除，或者设置遗产联系人以管理纪念化页面。 Facebook不会向遗产联系人或家属提供账户的登录信息。
Facebook和Twitter都曾因虚假名人死亡消息和纪念页面受到攻击，同时也陷入争夺访问已故亲人社交资料的法律纠纷中， 这强调了需要官方行动和流程的重要性。
Google提供了用户死亡后数据处理的工具“非活动账户管理器”。用户可以通过该功能指定一个受信任的联系人，在其账户达到设定的非活动时间后收到通知。用户还可以决定哪些数据允许其受信任联系人下载。 如果用户在去世前未设置非活动账户管理器中的受信任联系人，Google将在收到家庭请求后根据具体情况处理数据访问。
Apple用户可以为其Apple ID添加遗产联系人（这是iOS 15.2、iPadOS 15.2和macOS 12.1中引入的新功能）。 遗产联系人可以访问用户iCloud账户中存储的所有数据，为期最多三年，之后账户将被删除。遗产联系人不能访问任何许可媒体、应用内购买或支付和密码信息。
LinkedIn提供删除或纪念已故成员账户的流程。申请可由有权代表已故用户的合法人士发起，并需提供适当的文件。非授权人士则可简单地报告用户已去世。

## 纪念
数字遗产纪念结合了多种数字技术， 包括在线纪念，通过多种形式的通信、数据存储和消息传递来延续逝者的遗产。这包括旨在与后代保持联系的服务，提供逝者的指示或问候。一些组织确保在新技术出现时数字遗产能够受到保护，以便代际传承能够继续。这包括随着技术系统的发展，对数字遗产生命流的应用。